# والتر شاندلير
والتر شاندلير (بالإنجليزية: Walter Chandler)‏ هو محامي وسياسي أمريكي، ولد في 5 أكتوبر 1887 في جاكسون في الولايات المتحدة، وتوفي في 1 أكتوبر 1967 في ممفيس في الولايات المتحدة. حزبياً، نشط في الحزب الديمقراطي.

## مناصب
- انتخب Mayor of Memphis [الإنجليزية]‏.
- انتخب عضو مجلس نواب تينيسي.
- انتخب عضو مجلس ولاية تينيسي.
- انتخب عضو مجلس النواب الأمريكي.